# Hiroki Yamada (piłkarz)
Hiroki Yamada (jap. 山田 大記 Yamada Hiroki; ur. 27 grudnia 1988 w Hamamatsu, prefekturze Shizuoka) – japoński piłkarz, reprezentant kraju. Obecnie zawodnik Júbilo Iwata.

## Życiorys

### Kariera klubowa
Od 2011 do 2014 roku występował w japońskim klubie Júbilo Iwata. W latach 2014–2017 grał w niemieckim zespole Karlsruher SC.
30 sierpnia 2017 podpisał kontrakt z japońskim klubem Júbilo Iwata, umowa do 31 stycznia 2020; bez odstępnego.

### Kariera reprezentacyjna
W reprezentacji Japonii zadebiutował 25 lipca 2013 na stadionie Hwaseong Stadium (Hwaseong, Korea Południowa) podczas Pucharu Azji Wschodniej przeciwko reprezentacji Australii. W sumie w reprezentacji wystąpił w 2 spotkaniach.

## Statystyki

### Reprezentacyjne
Stan na 3 stycznia 2020
| Reprezentacja Japonii | Reprezentacja Japonii | Reprezentacja Japonii |
| Rok                   | Mecze                 | Gole                  |
| --------------------- | --------------------- | --------------------- |
| 2013                  | 2                     | 0                     |
| Razem                 | 2                     | 0                     |

## Sukcesy

### Klubowe
Júbilo Iwata
- Zwycięzca Pucharu Ligi Japońskiej: 2010
- Zwycięzca Copa Suruga Bank: 2011

### Reprezentacyjne
Japonia
- Zwycięzca Puchar Azji Wschodniej: 2013